# Maitreya
Cette page contient des caractères spéciaux ou non latins. S’ils s’affichent mal (▯, ?, etc.), consultez la page d’aide Unicode.
Pour les articles homonymes, voir Djampa.

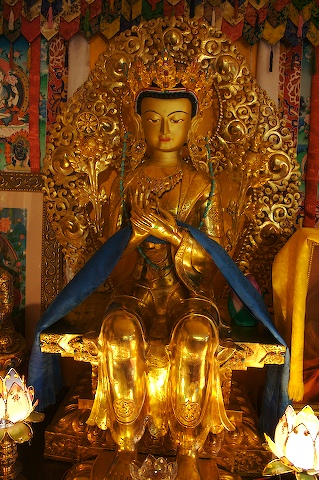
Statue de Maitreya du Gyuto Vajrayana Center de San José.

Maitreya (mot sanskrit signifiant « amical », « bienveillant »), appelé en pali : Metteya, en chinois : 彌勒菩薩 ; pinyin : Mílè púsà ou 彌勒佛, Mílèfó ; prononcé en japonais : Miroku, en vietnamien : Di-lặc et en tibétain (THL) : Jetsun Jampa Gonpo. Il est connu comme étant un mahâsattva qui deviendrait le Bouddha à venir lorsque le Dharma, l'enseignement du bouddha Shakyamuni, aura disparu, c’est-à-dire pendant ou après la période décrite comme la Fin du bouddhisme de Shakyamuni (Mappō). Son rôle de « maître » ou « protecteur » du bouddhisme l’a aussi fait connaître sous le nom Maitreyanatha, notamment dans la création de l’école Cittamātra avec Vasubandhu et le demi-frère de ce dernier, Asanga. Il serait né entre 270 et 350.
La croyance en l'avènement de Maitreya est partagée par les courants theravāda et mahāyāna du bouddhisme.

## Origines du nom
Dans certains textes comme le Sūtra du Lotus, le Bouddha appelle Maitreya « Ajita », invincible. On considère souvent que Maitreya est son nom de famille et Ajita son prénom. Il ne doit pas être confondu avec un autre Ajita mentionné dans le Sūtra du Parinirvāņa, grand criminel repenti accepté comme disciple par le bouddha.
Un rapprochement a été fait entre le nom de Maitreya et celui de Mithra, mitra signifiant ami en sanskrit. Ce lien est assez difficile à étayer du fait de la diversité des rôles assignés à ce dieu par les différents courants religieux indo-iraniens et persans.

## Le paradisTuṣita(Tushita)

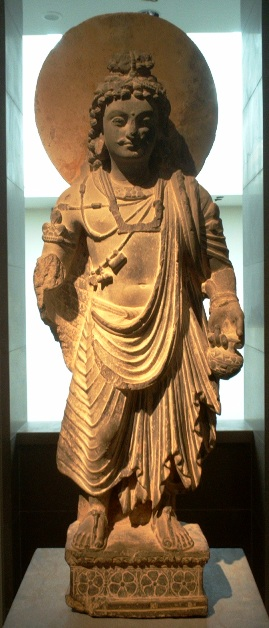

C'est le royaume céleste où les bodhisattvas, destinés à atteindre la pleine illumination dans leur prochaine vie, résident avant leur renaissance en tant que bouddha.
Selon la tradition, Maitreya règne actuellement au paradis « Tuṣita », le Joyeux, en tant que bodhisattva de la « dixième terre » appelée « Nuées du Dharma », où il travaille à dissiper ses derniers voiles à l'omniscience. Il n'atteindra cependant l'« insurpassable parfait éveil » (l’anuttara-samyak-sambodhi) que par son passage en Akaniṣṭha (en), la plus haute sphère d'existence du monde de la forme (rūpaloka). S'y absorbant dans le samādhi « semblable-au-diamant », il pourra alors devenir un samyaksambuddha et revenir dans la sphère humaine, ainsi que tous les autres domaines où la roue de la Loi doit être mise en action.

## L'avènement de Maitreya
Maitreya est le sujet de la Prophétie de Maitreya (Maitreyavyākaraņa). Il y est dit qu'il apparaîtra à Ketumati, « la Resplendissante », autre nom de Varanasi (Bénarès), qu'il y naîtra dans une famille de brahmanes, alors que Shākyamuni était de la caste militaire des kshatriyas. À l’instar du bouddha historique, Siddhartha Gautama, reconnu comme étant un bouddha de compassion (karuņā) survenu en un âge de souffrances, Maitreya, se fera connaître comme un bouddha d'amour bienveillant : en tant que bouddha parfait, il aura développé les Quatre Incommensurables vertus pour aller vers un âge d'harmonie en rehaussant le bien-être du monde en l'orientant vers l'Éveil.
À Varanasi, il est censé manifester le plein Éveil afin, lui aussi, de faire tourner la « Roue du Dharma », le Dharmachakra.
Son avènement ne devrait survenir que très longtemps après la mort de Shākyamuni : « le Bôdhisattva Mahâsattva Mâitrêya, qui vient d’apprendre de la bouche du bienheureux Çâkyamuni qu’il doit parvenir après lui à l’état suprême de Buddha parfaitement accompli, a demandé au bienheureux Tathâgatha Çâkyamuni, vénérable, etc., la cause de ce qui vous frappe ».

## Son rôle dans le Mahāyāna

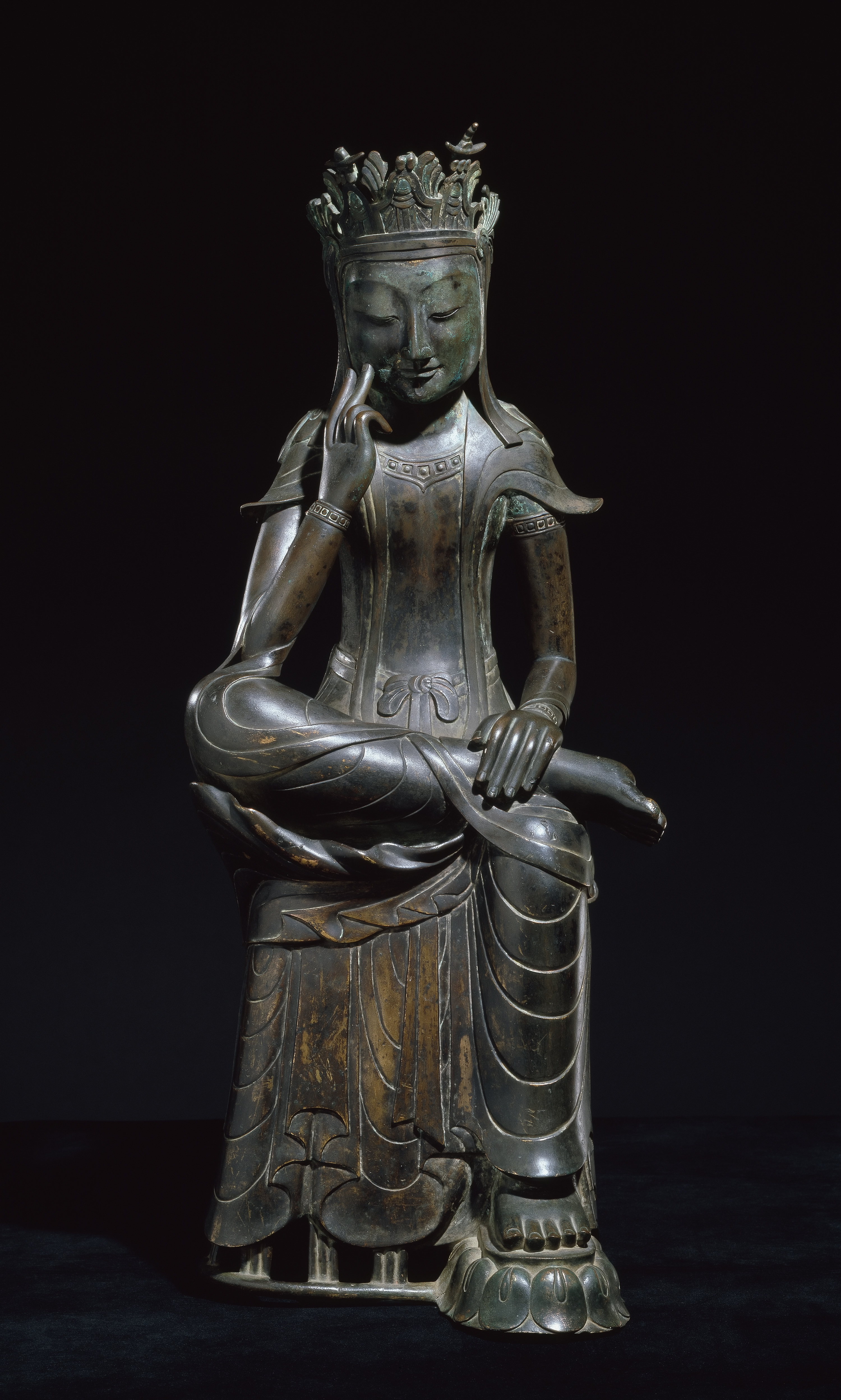
Statue en bronze doré de Maitreya méditant. Bronze.
Période Silla. Corée

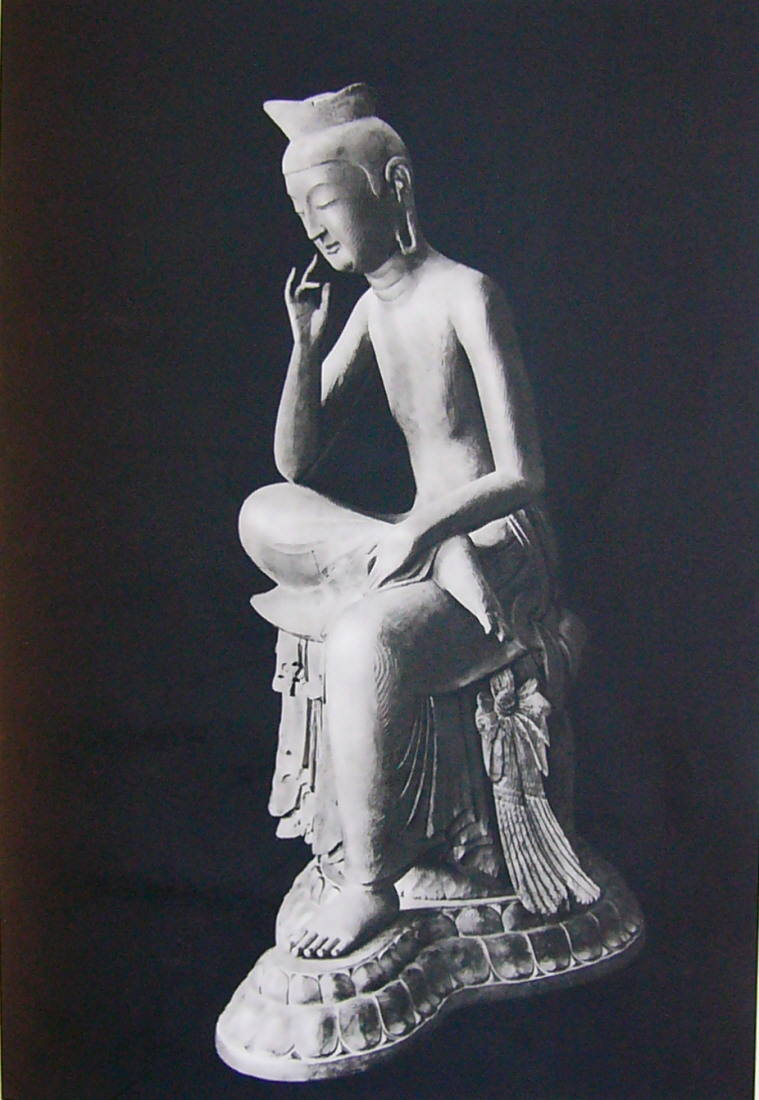
Kōryū-ji

Asanga, un des fondateurs du Yogācāra, insatisfait des enseignements du Hīnayāna, et ne pouvant comprendre le sens des Prajñāpāramitās, les soutras traitant de la vacuité, a médité plus de douze ans sur Maitreya, sa déité de méditation, jusqu'à ce qu'il le rencontre en vision. Maitreya lui enseigna ce qui deviendra les Cinq traités de Maitreya sur la nature réelle des phénomènes. Une version plus prosaïque y voit plutôt les enseignements de son guru, Maitreyanātha (270-350) ; ce qui ferait finalement de ce dernier le réel initiateur de l'école Yogācāra.
La Prophétie de Maitreya a fait l'objet en Chine à certaines époques d'une interprétation nettement millénariste, et inspiré la rédaction de nombreuses versions apocryphes. Elle offre un espoir à des populations qui ont le sentiment de vivre dans la période finale du dharma où l’ordre social et religieux se dégrade et les catastrophes et désastres se multiplient, et qui attendent un sauveur inaugurant une ère nouvelle. Cette croyance est responsable de la naissance d'un courant maitreyiste et de la popularité de Maitreya auprès des sectes syncrétistes (bouddhisme – manichéisme – taoïsme), dont beaucoup furent impliquées dans des rébellions, comme celle des Turbans rouges qui mit fin à la dynastie mongole. Maitreya est également attendu par de nouveaux courants religieux chinois.
La prolongation (historiquement évidente) du délai prévu par l’estimation courte qui semble avoir prévalu aux débuts du bouddhisme (avènement de Maitreya 500 à 1500 ans après le parinirvana) est parfois expliquée par le fait que le bodhisattva aurait choisi la plus lente des trois voies permettant de parvenir à l’illumination parfaite : la sagesse, la foi et l’effort, par ordre décroissant de rapidité. Pour accélérer sa venue, il est conseillé de redoubler de piété et de multiplier les offrandes aux moines et les visites aux temples. Certains courants s’écartant du bouddhisme orthodoxe estiment au contraire que Maitreya a déjà atteint l’état de bouddha mais diffère sa venue, ou qu’il est déjà dans ce monde incognito.
Les estimations de la durée des « cinq périodes de cinq cents ans » varient selon les théories et la version choisie pour le calcul des trois ères du bouddhisme de Shakyamuni, toutefois Nichiren, dans le Recueil des Enseignements oraux ou Ongi kuden (en), voit le bodhisattva Maitreya, promis à la succession de Shakyamuni, comme une métaphore désignant tous les bodhisattvas qui garderont et pratiqueront le Sūtra du Lotus, ainsi la réalisation du Kosen-rufu devient le moyen d’orienter le monde vers l’Éveil. Selon lui : « Le nom Maitreya signifie Le Compatissant et désigne les fidèles du Sūtra du Lotus ».

### Milefo, son appellation chinoise

Maitreya sous sa forme de Milefo (ou Budai) entouré de disciples à Feilai Feng (Pic venu en volant), temple de Lingyin, près de Hangzhou

Maitreya était connu en Chine dès le IIIe siècle. Il y trouva une incarnation historique, phénomène courant dans le contexte religieux chinois, qui contribua à lui donner un aspect physique et un rôle autres que ceux que le bouddhisme lui avait jusque-là prêtés.
Sous la dynastie Liang vivait un moine errant Chan, de nom religieux Qici (契此, qìcǐ), originaire de la préfecture de Mingzhou dans le Zhejiang. Transportant tout son nécessaire dans une besace en toile, il se distinguait par sa corpulence et un comportement loufoque et imprévisible mais bienveillant ; on lui prêtait de plus des dons de voyance exceptionnels. Il serait mort en méditation au temple Yuelin (岳林寺 / 嶽林寺, yuèlín sì), dans sa province d’origine, en 916, en prononçant ces mots : « Ce Maitreya est le vrai Maitreya, il est présent sous des milliards de formes ; il se montre constamment, mais personne ne le reconnaît. ». Une légende en faisait l’incarnation de Maitreya : on prétendit l’avoir aperçu après sa mort, des images pieuses le représentant commencèrent à circuler.
Le moine ventripotent et souriant est devenu la représentation de Maitreya la plus courante et la plus populaire en Chine où il est généralement appelé Milefo (弥勒佛 / 彌勒佛, mílèfó, « bouddha Mile (suscitant le remplissage) », Budai (chinois : 布袋 ; pinyin : bùdài ; litt. « sac de toile ») ou également surnommé Luohan (罗汉, luóhàn, « Arhat »), car il en aurait atteint ce stade. L'appellation plus formelle Mile pusa (弥勒菩萨 / 彌勒菩薩, mílè púsà, « bodhisattva Mile (suscitant le remplissage) ». Son ventre plein et son sourire sont gages de bonheur et de prospérité, de même que son sac que l’on prétend inépuisable. Ces caractéristiques n’ont pas fait une impression favorable sur les voyageurs français du XIXe siècle, qui ne trouvaient en Milefo (appellation chinoise signifiant Bouddha maitreya) qu'un homme gros au physique peu avenant. Le moine Qici est devenu au Japon Hotei (traduction du chinois Bùdài 布袋 « sac de toile »), un des Sept dieux du bonheur. Dans la religion traditionnelle chinoise, Milefo est l'un des Dieux de la fortune.

## Représentations

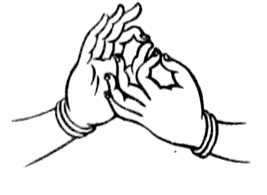
Maitreya est souvent représenté avec les mains faisant le geste de l'enseignement (Dharmacakramudra).

Maitreya est généralement représenté en saint homme ou en prince. Lorsqu’il est assis, ses deux pieds reposent sur le sol, ce qui peut s'interpréter de deux façons : il n'est pas encore « assis » comme bouddha, ou au contraire il se prépare à se lever et descendre sur terre. Il peut d’ailleurs avoir la tête légèrement baissée, signifiant qu’il regarde le monde. Il porte quelquefois un petit stupa dans sa coiffure. On voit souvent dans sa main droite une roue posée sur un lotus, et dans la gauche une fiole contenant le nectar du Dharma. Étant le prochain qui mettra en marche la roue de la Loi, il en fait parfois le geste (dharmacakra mudrâ).
Le grand bodhisattva est parfois représenté avec à ses côtés les deux plus célèbres penseurs de l'école Yogācāra, Asanga et son frère Vasubandhu. Il existe dans le bouddhisme tibétain des illustrations montrant le Bouddha avec à sa gauche Mañjuśrī et les philosophes représentant la sagesse détachée, et à sa droite Maitreya, suivi d'Asanga et Vasubandhu devant leurs successeurs représentant la sagesse compatissante.
Milefo est un moine chauve au ventre rebondi et à la figure réjouie, souvent appelé le Bouddha riant. Comme tous les êtres d’exception, les lobes de ses oreilles sont très longs. Outre son sac, il peut porter une gourde, symbole taoïste de longévité.

## Prétendants et nouvelles interprétations
Le contexte indien auquel la prophétie de Maitreya fait très naturellement référence, n'a pas empêché de nombreuses personnes de se prétendre son incarnation, et ce dès les premiers siècles. Bodawpaya, souverain du royaume d'Ava (Birmanie) à la fin du XVIIIe siècle, et Lu Zhongyi, 17e maître d’Ikuan Tao, en sont deux exemples.
Maitreya a aussi été adopté par de nouveaux courants religieux bouddhistes ou syncrétistes, certains nés hors d’Asie. Il existe des mouvements bouddhistes pour qui la personnalité centrale est Maitreya le sauveur ; ils considèrent qu’il atteignit l’illumination avant le bouddha Gautama, mais le prit pour maître par respect et renonça temporairement au nirvana.
Maitreya est une des formes de la divinité suprême des nouvelles religions chinoises syncrétistes nées du mouvement Xiantiandao.
Share International (branche française : Partage international), fondé dans les années 1970 par Benjamin Creme, influencé par les écrits de la théosophe Helena Blavatsky et d’Alice Ann Bailey, une pionnière du New Age, prétend que Maitreya est le messie attendu par toutes les religions sous des noms différents, et qu’il aurait déjà fait de nombreuses apparitions publiques et privées. Lorsque Creme annonça que Maitreya était arrivé à Londres depuis le 19 juillet 1977 puis qu’il s’était finalement présenté à la télévision américaine le 14 janvier 2010, impliquant involontairement l'écrivain économiste Raj Patel, il crée un buzz médiatique qui fit connaître la figure de Maitreya au monde entier.
Rudolf Steiner, fondateur de l'anthroposophie, indique que le Maitreya Bouddha viendra 5 000 ans après le Gautama Bouddha, ce qui donne environ l'an 4400. Il indique aussi l'incarnation imminente d'Ahriman au début du troisième millénaire en Occident, ce qui pourrait vouloir dire qu'Ahriman se fera passer pour Maitreya[réf. nécessaire].
Le nom Maitraya (sic) est utilisé dans le mouvement raëlien par Raël.